# Říšští Němci
Říšští Němci (německy  Reichsdeutsche) je archaický pojem označující etnické Němce, kteří žili na území Německé říše v letech 1871–1945.
Opakem říšských Němců byli – v závislosti na kontextu a historickém období – Volksdeutsche, Auslandsdeutsche (ačkoli tento pojem zpravidla označuje německé občany žijící v zahraničí), nebo konkrétnější označení vztahující se k místu osídlení, jako například baltští Němci (Baltendeutsche) či povolžští Němci (Wolgadeutsche).

## Termín
Zásadním problémem termínů reichsdeutsch, volksdeutsch, deutschstämmig (tj. německého původu – z hlediska občanství či etnicity) a příbuzných výrazů je, že jejich význam často závisí na kontextu – tedy na tom, kdo je používá, kde a kdy. Neexistují tudíž obecně platné právní ani „správné“ definice těchto pojmů, byť si ve 20. století všechny tyto termíny osvojily určité právní – avšak proměnlivé – významy.
Důvodem této diferenciace je historická proměna významu příslušnosti k národu. Až do počátku 19. století nebylo demonymum „Němec“ – kromě označení v podobě theodiscus – příliš významné, byť alespoň od doby německého tažení napoleonských válek tento koncept nepochybně existoval. Nicméně spíše byl chápán jako kulturní pojem. Myšlenka Kulturnation, jak ji prosazovali filozofové jako Johann Gottfried Herder (1744–1803) a Johann Gottlieb Fichte (1762–1814), zahrnovala německý mateřský jazyk, náboženství (v různých formách) a již tehdy v určité obecné podobě také německý původ, rod nebo rasu.
Se sjednocením Německa v roce 1871 pod pruským vedením získal pojem německého národa poprvé právně-politický význam, který si zachoval až do současnosti. Německé císařství jako tzv. „maloněmecké“ řešení německé otázky však zahrnovalo pouze zhruba dvě třetiny německého jazykového prostoru (Sprachraum). Pro osobu, která se cítila být Němcem, avšak žila v zahraničí – např. v mnohonárodnostním Rakousku-Uhersku – znamenal pojem reichsdeutsch každého Němce, jenž byl občanem Německé říše, na rozdíl od osoby žijící mimo říši. Součástí identity etnických německých menšin žijících v zahraničí – klasickým příkladem jsou baltští Němci – bylo sebeurčení jako Němci, a to na základě pojetí před sjednocením Německa. Naproti tomu říšští Němci, kteří v pozdním 19. století navštívili ruské pobaltské gubernie, často nesouhlasili s tvrzeními baltských Němců, že jsou Němci – pro obyvatele Německé říše totiž být Němcem znamenalo být občanem této říše, zatímco pro baltské Němce šlo o kulturně-historickou příslušnost.
Teprve zákon o říšském a státním občanství (Reichs- und Staatsangehörigkeitsgesetz) z roku 1913 definitivně ustanovil občanství Německé říše. Do té doby se politická práva (včetně nároku na vydání průkazů totožnosti či cestovních pasů) odvozovala od občanství v některém ze spolkových států Německého císařství. Občany některých z těchto států byly také autochtonní či přistěhované etnické menšiny jiného než německého původu, takže občanství Německého císařství zahrnovalo i osoby jiné etnicity (např. dánské, francouzské, fríské, polské, romské, srbské atd.). Německé občanství se dědí po rodičích (ius sanguinis), bez ohledu na etnický původ. V případě naturalizace cizinců však německý původ – ať již skutečný či předpokládaný – mohl a stále může představovat za určitých okolností výhodu.
V nacistickém Německu stanovil zákon o říšském občanství (Reichsbürgergesetz) z roku 1935, jako součást norimberských zákonů, právní status Reichsbürger, tj. občanů Německa „německé nebo příbuzné krve“. Židé a tzv. „Mischlinge“ se tak oficiálně stali občany druhé kategorie.
Po druhé světové válce a vzniku Spolkové republiky Německo (Západního Německa) v roce 1949 byly běžně používány analogické výrazy Bundesdeutsche (tj. spolkoví Němci) a Bundesbürger (tj. občané spolku), jimiž se označovali de facto občané SRN, na rozdíl od osob, které měly nárok na německé občanství, avšak z různých důvodů je nechtěly nebo nemohly uplatnit – například občané Německé demokratické republiky (DDR-Bürger) a Východního Berlína, nebo také občané Sárska v době Sárského protektorátu.